# أبو اليسر الرمادي
أبو اليسر الرمادي أو سُبر رمادي (الاسم العلمي: Glareola cinerea)، نوع من السُبر وفصيلة السبريات. يوجد في أنغولا وبنين والكاميرون وجمهورية أفريقيا الوسطى وتشاد وجمهورية الكونغو وجمهورية الكونغو الديمقراطية والغابون وغانا ومالي والنيجر ونيجيريا وتوغو وبوروندي.